# Förbundet kämpande demokrati
Förbundet kämpande demokrati var en partipolitiskt obunden organisation bildad 10 december 1939 i Stockholm i syfte att bedriva propaganda- och upplysningsverksamhet. Organisationen var kritisk till samlingsregeringens neutralitetspolitik och enligt förbundets program som antogs vid en kongress 1940, ville man samla folk i Sverige till motstånd mot "diktatur och imperialistiskt våld" och arbete "för folklig och individuell frihet, fred och humanitet". En till sektion grundades 1941 i Göteborg. Förbundet leddes av Ture Nerman, vid tiden redaktör för den antifascistiska tidningen Trots allt!. Organisationen övervakades av den svenska säkerhetspolisen mellan 1940 och 1944. Efter andra världskrigets slut tappade förbundet allt fler medlemmar, och 1947 beslutades det att den skulle upplösas.